# 緬甸憲法
緬甸憲法是緬甸聯邦共和國的最高法律，現行憲法是該國第三部憲法，獲2008年憲法公投通過，它于2011年1月31日生效。

## 歷史

### 1947憲法
缅甸制宪议会通過1947年憲法，於1948-1962年間使用，直至被吴奈温領導的聯邦革命委員會中止。根據此憲法，國家政府由三個分支組成，即司法，立法和行政。立法部門稱為聯邦議會，是兩院制的立法機構。

### 1962-1974
聯邦革命委員會在1962年3月奪取政權，並中止了1947年憲法。

### 1974憲法
獲緬甸1973年憲法公投通過，1974年憲法是緬甸第二部憲法。它創造了一個一院制議會被稱為人民議會，成員來自緬甸社會主義綱領黨 。每屆任期為4年。奈溫在此時期內成為總統。

### 1988-2008年
国家和平与发展委员会在1988年9月奪取政權，並中止了1974年憲法。国家和平与发展委员会於1993年召開制憲會議，但於1996年暫停，主要因為全國民主聯盟指過程不民主而抵制。制憲會議再次在2004年召開，但沒有民盟的參與。所以，緬甸直到2008年仍然沒有憲法。

## 2008憲法
2008年4月9日，緬甸軍政府公佈了其提出的憲法，並提出在2008年5月10日的公民投票中付諸表決，作為民主路線圖的一部分，但反對派認為這是繼續在全國進行軍事控制的工具。该宪法于2011年1月31日生效。
根據憲法，缅甸联邦议会是立法部門，屬兩院制議會，由440個席位的人民議會和224個席位的國民大會組成。武裝部隊成員的代表是當然成員，佔國民議會56席、人民議會110席。

## 憲法內容
緬甸憲法有15章。第4、5、6章是關於立法、司法、行政的三權。緬甸憲法規定，立法機關成員有25％是軍事代表，大部分是前軍官。憲法修改（第12章）需要由立法機構成員的20％支持提出，由議會討論。部分修改要有75％議會成員同意，一些特殊的項目要獲得全國公投75％投票通過，配偶與子女是外國公民的緬甸人不得參選總統。